# Janine Guise
Janine Guise (état-civil inconnu) est une artiste lyrique et une actrice française. 
Également connue sous le nom de Jeanne Guise, elle a été active au théâtre et au cinéma de 1922 à 1942.

## Biographie
En dehors de ses rôles sur scène et à l'écran, on sait peu de choses sur Janine Guise, connue également à l'époque pour ses prestations dans la mode, la publicité et les concours d'élégance,, sinon qu'elle était d'origine savoyarde et qu'elle a habité au 44, avenue de la Grande-Armée dans les années trente,.
Commencée en 1930, sa carrière cinématographique s'arrête avec la déclaration de guerre et on ne l'entendra pratiquement plus dès lors que sur scène et sur les ondes en tant que chanteuse,.
On perd définitivement sa trace après une toute dernière apparition sur scène d'août 1941 à avril 1942 dans Eulalie, une opérette de Raymond Souplex au Palace, et un ultime récital à la radio en mai de la même année.

## Théâtre
- 1922 : Dicky, pièce policière en 3 actes et 4 tableaux de Paul Armont, Marcel Gerbidon et Jean Manoussi, au théâtre des Nouveautés (mai)
- 1923 : Rends-moi ce petit service, comédie en 3 actes d'Alex Madis, à la Comédie-Caumartin (décembre)
- 1927 : Tu m'épouseras !, pièce en 4 actes de Louis Verneuil, au théâtre de Paris (février)
- 1929 : L'Ennemie, comédie en 3 actes et 8 tableaux d'André-Paul Antoine, au théâtre Antoine (avril)
- 1929 : Amis comme avant, comédie en 3 actes d'Henri Jeanson, au théâtre Antoine (décembre)
- 1931 : Le Roi masqué, pièce en 1 prologue et 3 actes de Jules Romains au théâtre Pigalle (20 décembre) : Marcelle[13],[14]
- 1932 : Xantho chez les courtisanes, opérette en 3 actes de Jean Richepin d'après sa pièce, musique de Marcel Lattès, au théâtre des Nouveautés (17 mars) : Thalie, première Grâce
- 1932 : Abracadabra, pièce en 3 actes de Curt Goetz, adaptation française d'André Mauprey et de Ninon Steinhoff, au théâtre des Arts (mai) : Agda Keruel[15],[16]
- 1933 : La Dubarry, opérette d'Albert Willemetz et André Mouëzy-Éon, musique de Theo Mackeben, au théâtre de la Porte-Saint-Martin (19 octobre): Mme Du Barry
- 1934 : Par fil spécial, revue de Géo Charley, au théâtre des Deux-Ânes (février)
- 1934 : Dédé, opérette en 3 actes d'Albert Willemetz, musique d'Henri Christiné, au théâtre des Bouffes-Parisiens (juin) : Mme Chausson[17]
- 1934 : Sacha, opérette en 3 actes et 4 tableaux de Maurice Donnay, André Rivoire et Léon Guillot de Saix, musique d'André Messager et Marc Berthomieu, au théâtre de Monte-Carlo (28 décembre) : Raymonde[18]
- 1934 : Le Comte de Luxembourg, opérette en 3 actes de Robert de Flers et Gaston Arman de Caillavet, musique de Franz Lehar, au Trianon-Lyrique (16 novembre)[19]
- 1936 : Mimosa, opérette en 3 actes et 4 tableaux de Laurent Roche, musique d'Auguste Auphan et de Peyhol[20], au Trianon-Lyrique (janvier) :  Nelly[21]
- 1938 : V'là l' travail, revue de Rip et Albert Willemetz, au théâtre de la Renaissance (1er février)
- 1938 : Vive la France !, revue en 2 actes et 18 tableaux de René Dorin, au théâtre des Nouveautés (5 octobre) : Mme Mauconduit / Mozart / la Ville de Paris / Elle[22],[23]
- 1940 : En plein nerfs, revue de René Dorin, au théâtre des Nouveautés du 17 janvier au 14 avril[24] (plus de 200 représentations)[25]
- 1940 : Occupons-nous, revue en 15 tableaux de René Dorin et Georges Merry, au théâtre des Nouveautés (29 novembre)[26]
- 1941 : Eulalie, opérette en 3 actes de Raymond Souplex, musique de Georges Matis, mise en scène de Maurice Poggi, au Palace (29 août) : Gisèle Verteuil[27]

## Filmographie
- 1930 : Chérie, film en 9 parties de Louis Mercanton : Cora Falkner[28]
- 1931 : Nuits de Venise / Huit jours de bonheur, de Robert Wiene, version française de Pierre Billon : Jeanne Leclerc[29]
- 1933 : La Renaissance de la chanson française, court-métrage de Dick Blumenthal et Christian Chamborant[30]
- 1933 : Le Bien-aimé Lanouille / Bienaimé Lanouille  d'Émile-Georges de Meyst
- 1933 : Paris-Soleil de Jean Hémard : Lucy Dormoy
- 1933 : Les Vingt-huit Jours de Clairette d'André Hugon : Bérénice[31]
- 1933 : Rien que des mensonges de Karl Anton : Claire
- 1933 : La Poule de René Guissart : Antoinette
- 1933 : Champignol malgré lui de Fred Ellis :Janine Champignol
- 1934 : Sidonie Panache d'Henry Wulschleger[32]
- 1935 : Le Voyage imprévu de Jean de Limur : Laurence de Tourville
- 1935 : La Mascotte de Léon Mathot : la princesse Fiametta
- 1937 : François Ier de Christian-Jaque : Maria
- 1938 : La Rue sans joie d'André Hugon : la détective
- 1938 : Café de Paris d'Yves Mirande et Georges Lacombe : Mademoiselle Aurillac